# Taipei chinois aux Jeux olympiques d'été de 2020
Taïwan, sous le nom de Taipei chinois, participe aux Jeux olympiques de 2020 à Tokyo au Japon. Il s'agit de sa 10e participation à des Jeux d'été.

## Cérémonies
L'haltérophile Kuo Hsing-chun et le joueur de tennis Lu Yen-hsun sont les porte-drapeau de la cérémonie d'ouverture.
La cérémonie de clôture voit l'athlète spécialiste du 400 mètres haies Chen Chieh prendre le rôle de porte-drapeau. Une délégation réduite y assiste, dont quatre autres athlètes, en raison de la procédure liée à la pandémie de Covid-19 ayant conduit les sportifs à quitter le Japon peu après leurs épreuves.

## Athlètes

### Délégation
La délégation taïwanaise comprend 68 athlètes, inscrits dans 18 des 33 sports olympiques. En incluant les entraîneurs et autres membres du personnel sportif, elle se compose au total de 146 personnes.
| Sport           | Hommes | Femmes | Total |
| --------------- | ------ | ------ | ----- |
| Athlétisme      | 5      | 1      | 6     |
| Aviron          | 0      | 1      | 1     |
| Badminton       | 4      | 1      | 5     |
| Boxe            | 0      | 4      | 4     |
| Canoë-kayak     | 0      | 1      | 1     |
| Cyclisme        | 1      | 0      | 1     |
| Équitation      | 0      | 1      | 1     |
| Golf            | 1      | 2      | 3     |
| Gymnastique     | 4      | 1      | 5     |
| Haltérophilie   | 3      | 4      | 7     |
| Judo            | 1      | 2      | 3     |
| Karaté          | 1      | 1      | 2     |
| Natation        | 2      | 1      | 3     |
| Taekwondo       | 2      | 2      | 4     |
| Tennis          | 1      | 4      | 5     |
| Tennis de table | 3      | 3      | 6     |
| Tir             | 2      | 3      | 5     |
| Tir à l'arc     | 3      | 3      | 6     |
| Total           | 33     | 35     | 68    |

### Athlètes médaillés
| Médaille                            | Discipline      | Épreuve                | Athlète                                    | Date            |
| ----------------------------------- | --------------- | ---------------------- | ------------------------------------------ | --------------- |
| Médaille d'or, Jeux olympiques      | Haltérophilie   | Moins de 59 kg femmes  | Kuo Hsing-chun                             | 27 juillet 2021 |
| Médaille d'or, Jeux olympiques      | Badminton       | Double hommes          | Lee Yang Wang Chi-lin                      | 31 juillet 2021 |
| Médaille d'argent, Jeux olympiques  | Judo            | Moins de 60 kg hommes  | Yang Yung-wei                              | 24 juillet 2021 |
| Médaille d'argent, Jeux olympiques  | Tir à l'arc     | Par équipes hommes     | Deng Yu-cheng Tang Chih-chun Wei Chun-heng | 26 juillet 2021 |
| Médaille d'argent, Jeux olympiques  | Gymnastique     | Cheval d'arçons hommes | Lee Chih-kai                               | 1er août 2021   |
| Médaille d'argent, Jeux olympiques  | Badminton       | Simple dames           | Tai Tzu-ying                               | 1er août 2021   |
| Médaille de bronze, Jeux olympiques | Taekwondo       | Moins de 57 kg femmes  | Lo Chia-ling                               | 25 juillet 2021 |
| Médaille de bronze, Jeux olympiques | Tennis de table | Double mixte           | Lin Yun-ju Cheng I-ching                   | 26 juillet 2021 |
| Médaille de bronze, Jeux olympiques | Haltérophilie   | Moins de 64 kg femmes  | Chen Wen-huei                              | 27 juillet 2021 |
| Médaille de bronze, Jeux olympiques | Golf            | Hommes                 | Pan Cheng-tsung                            | 1er août 2021   |
| Médaille de bronze, Jeux olympiques | Boxe            | Poids mouches femmes   | Huang Hsiao-wen                            | 4 août 2021     |
| Médaille de bronze, Jeux olympiques | Karaté          | Moins de 55 kg femmes  | Wen Tzu-yun                                | 5 août 2021     |

- Présentation des athlètes au palais présidentiel de Taipei, le 1er septembre 2021.

Présentation des athlètes au palais présidentiel de Taipei, le 1 9 2021.
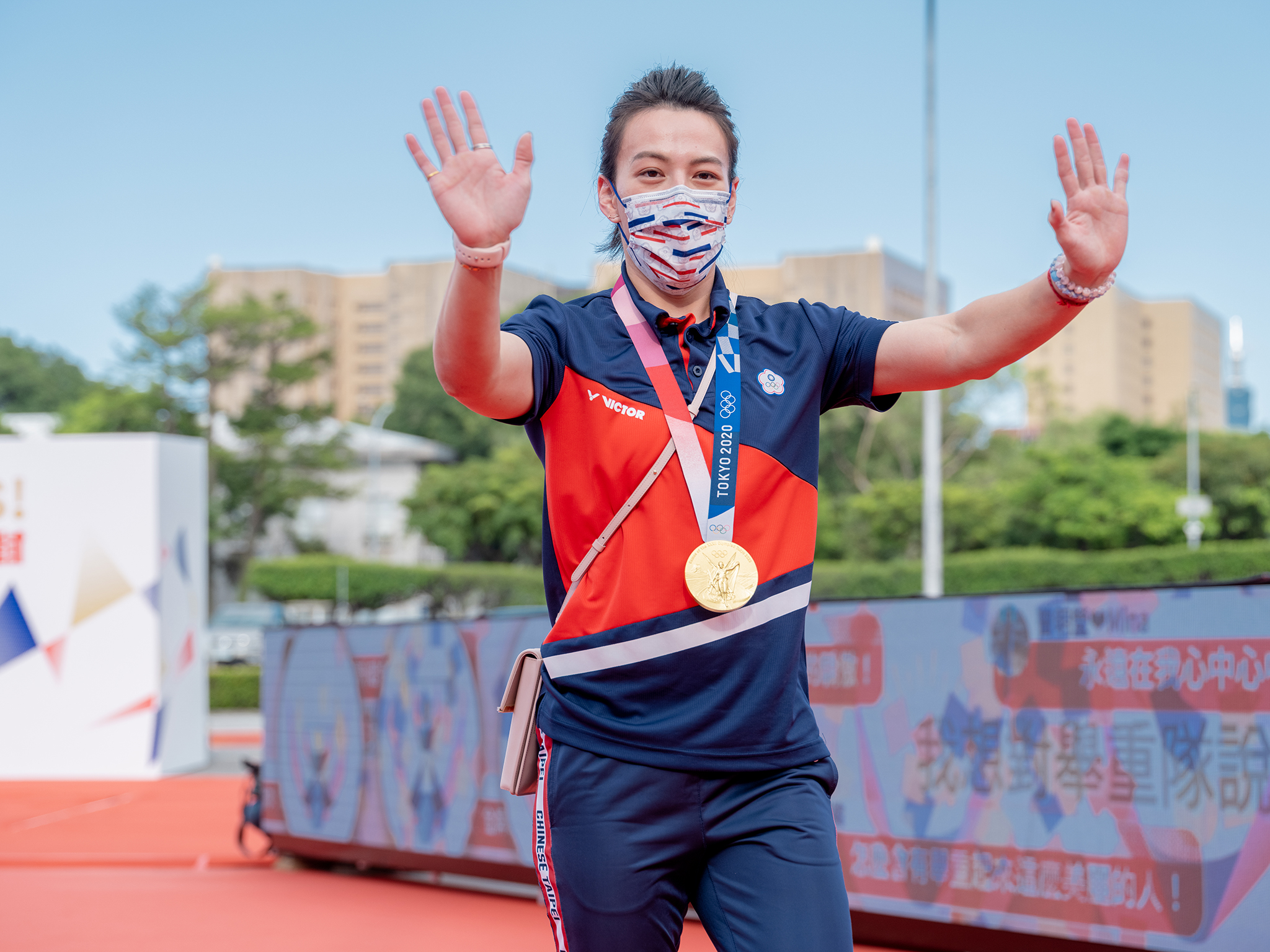
Kuo Hsing-chun, médaillée d'or en haltérophilie.
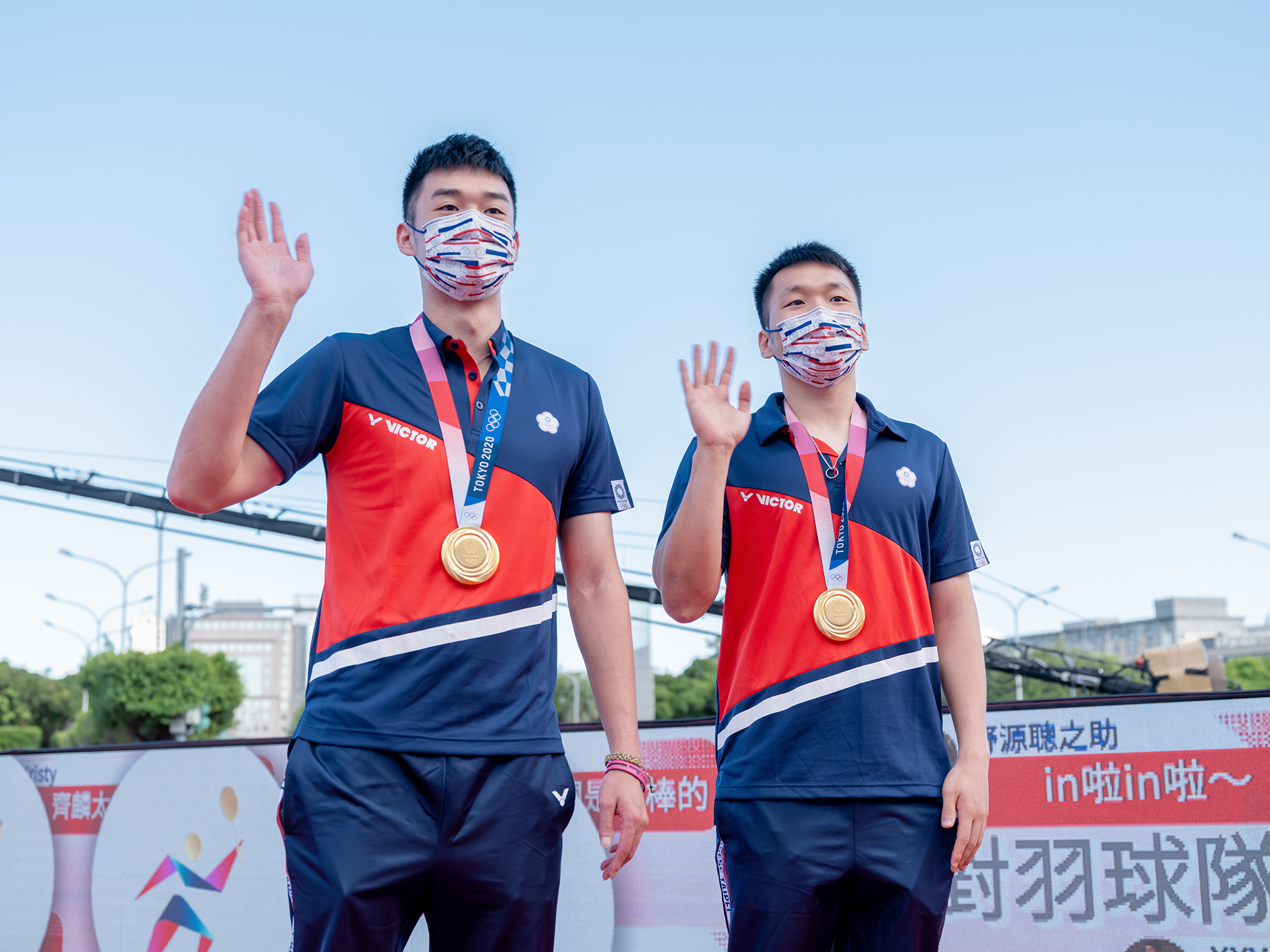
Wang Chi-lin et Lee Yang, médaillés d'or en badminton double.
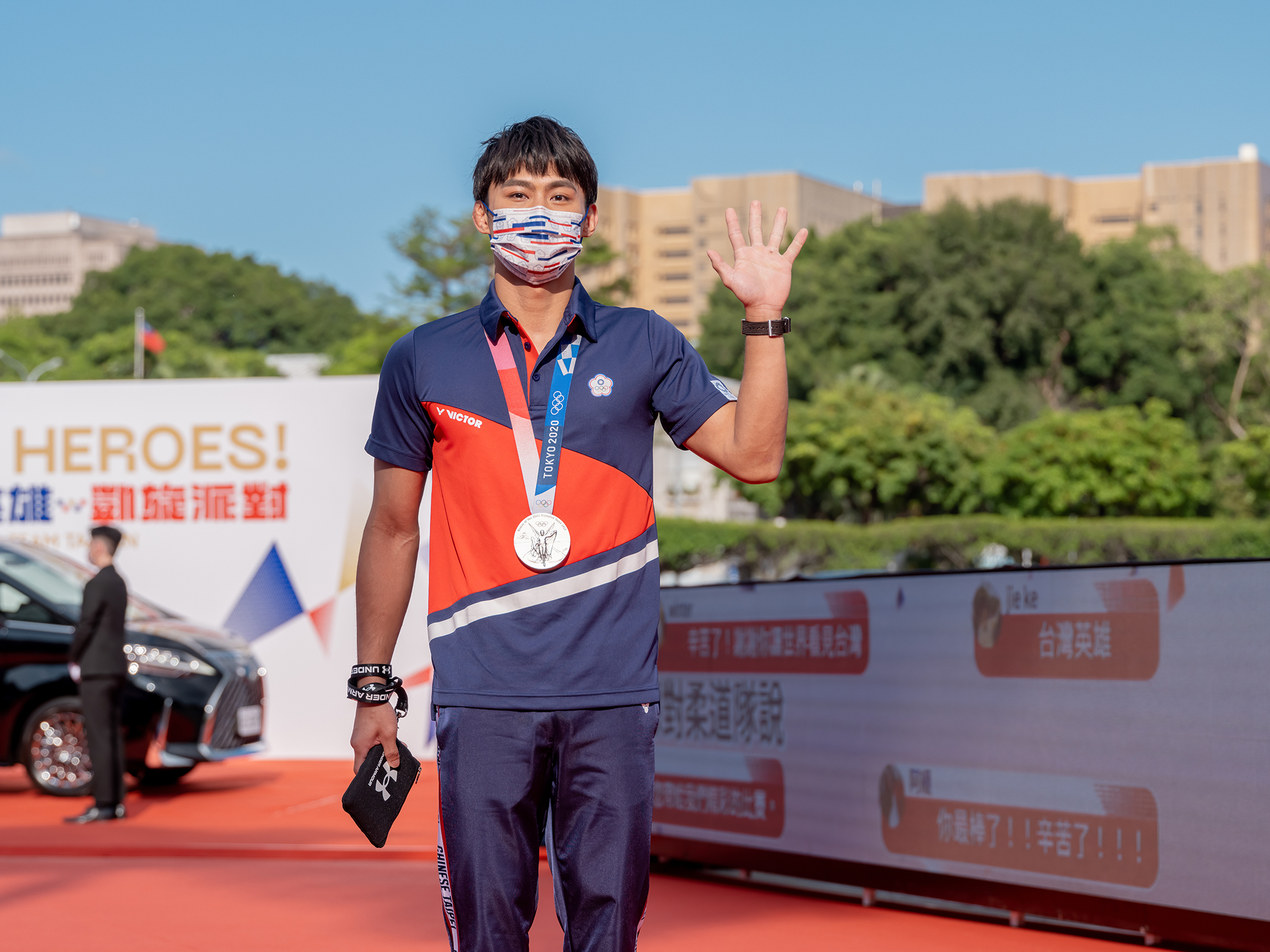
Yang Yung-wei, médaillé d'argent en judo.
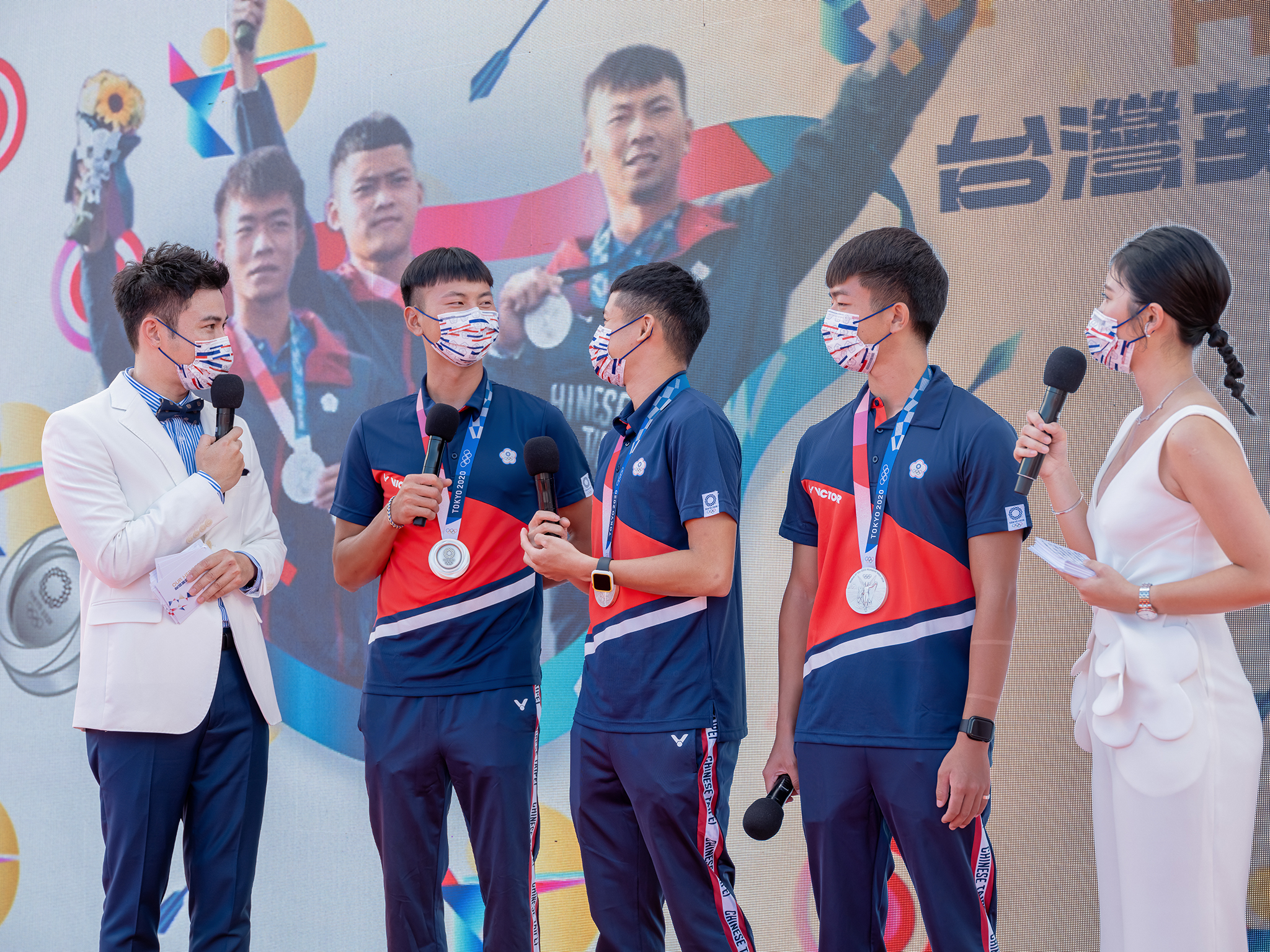
Tang Chih-chun, Deng Yu-cheng et Wei Chun-heng, médaillés d'argent en tir à l'arc par équipe.
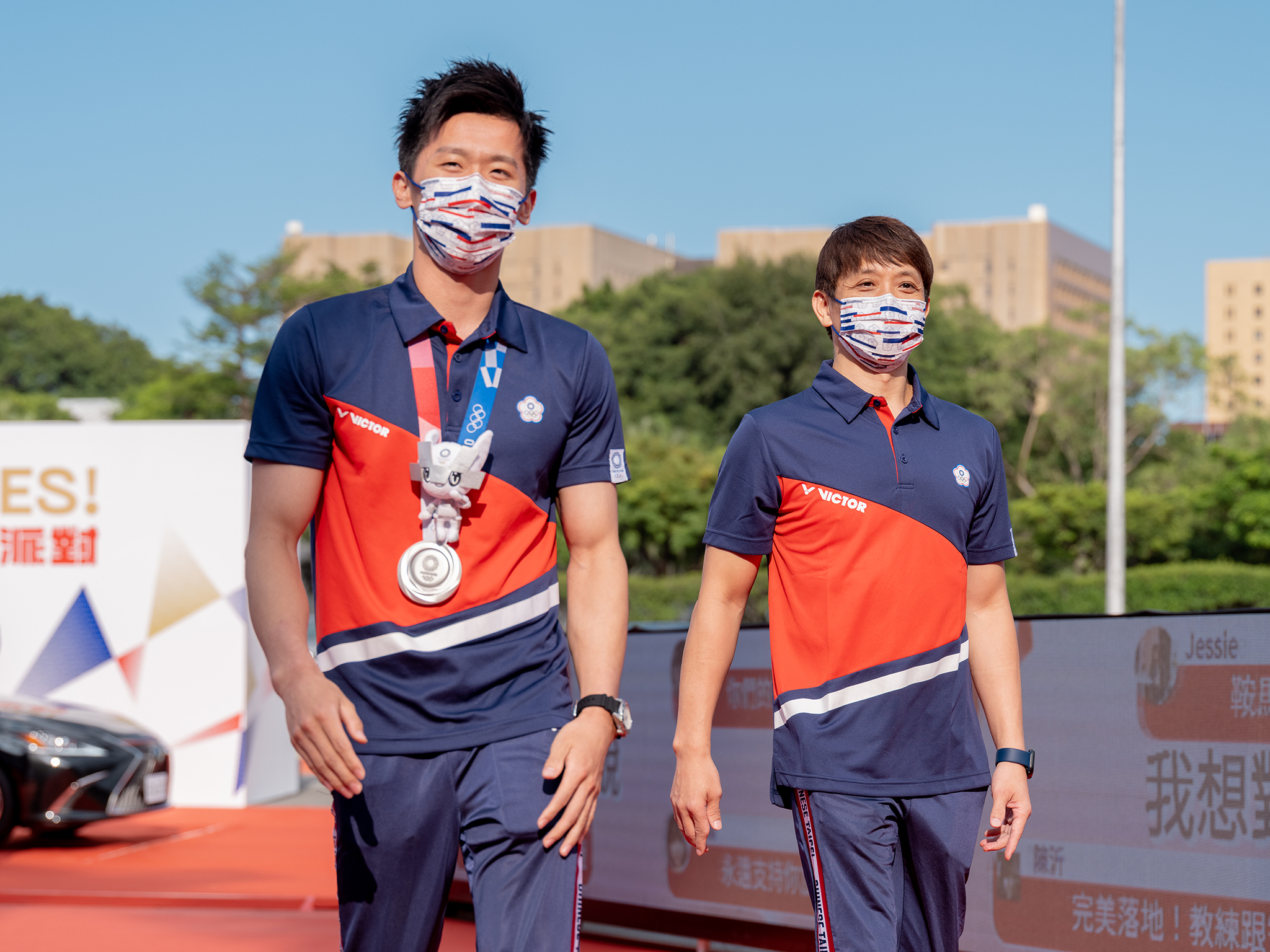
Lee Chih-kai, médaillé d'argent en gymnastique.
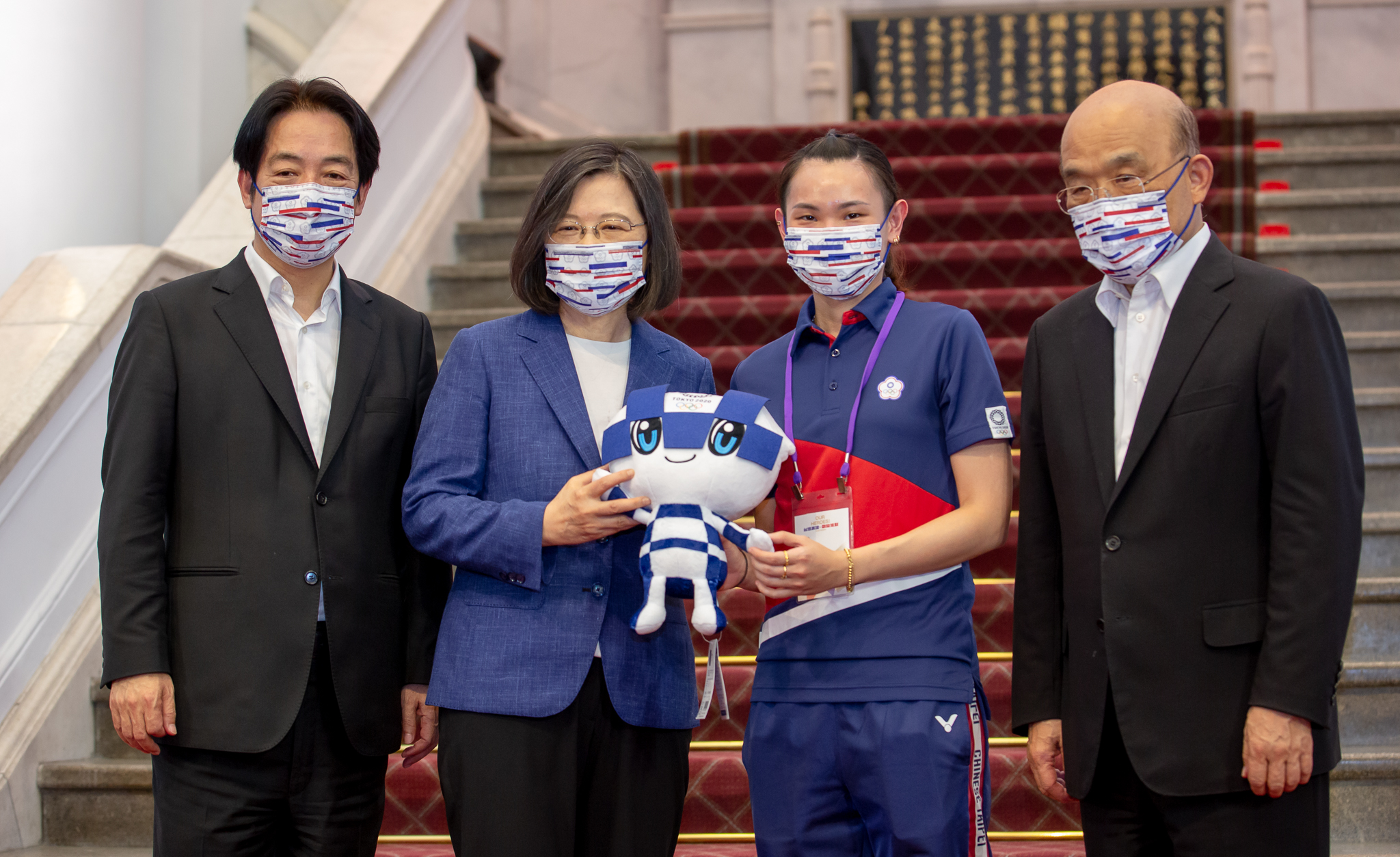
Tai Tzu-ying, médaillée d'argent en badminton.
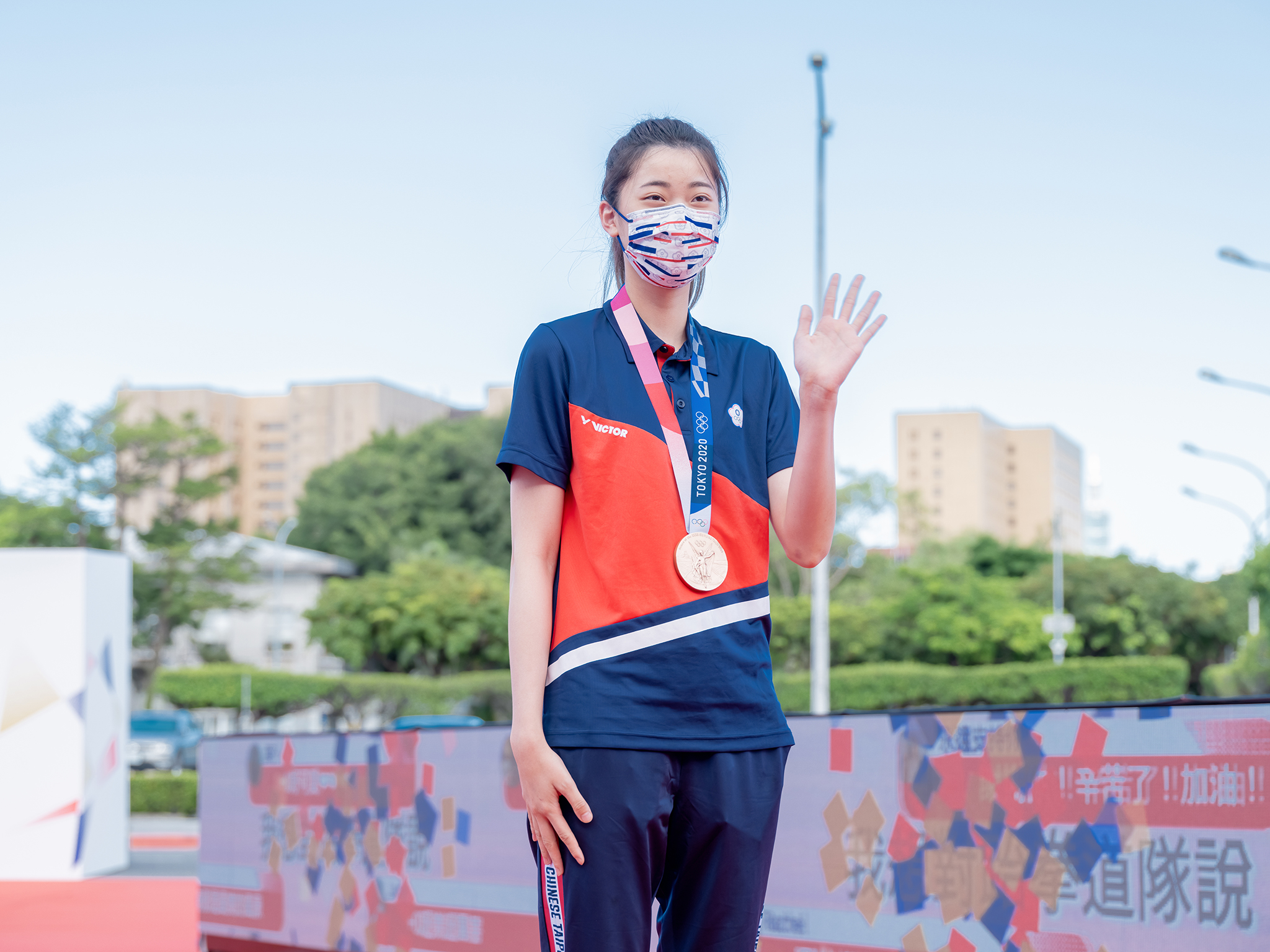
Lo Chia-ling, médaillée de bronze en taekwondo.
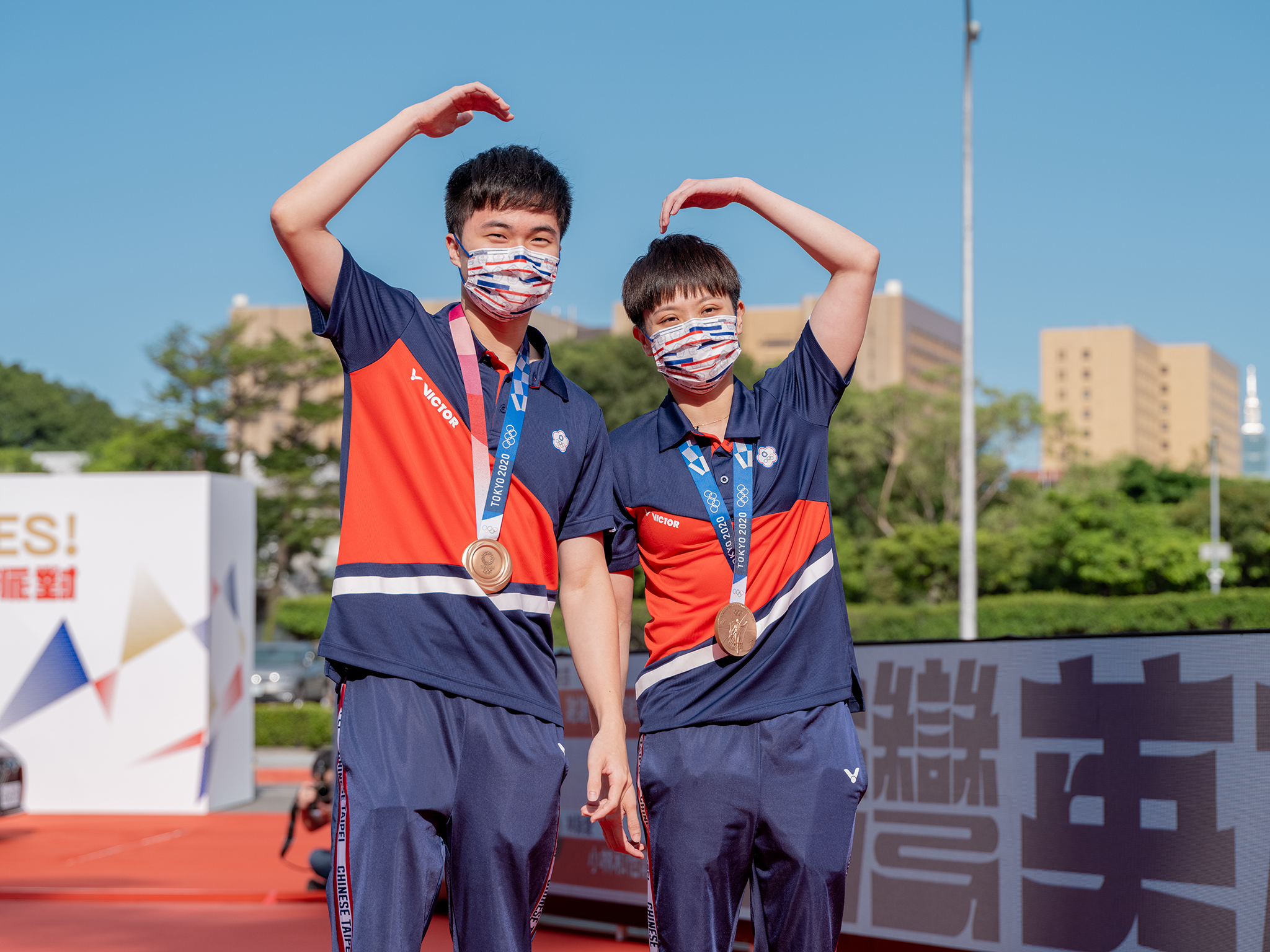
Lin Yun-ju et Cheng I-ching, médaillés de bronze en tennis de table double mixte.
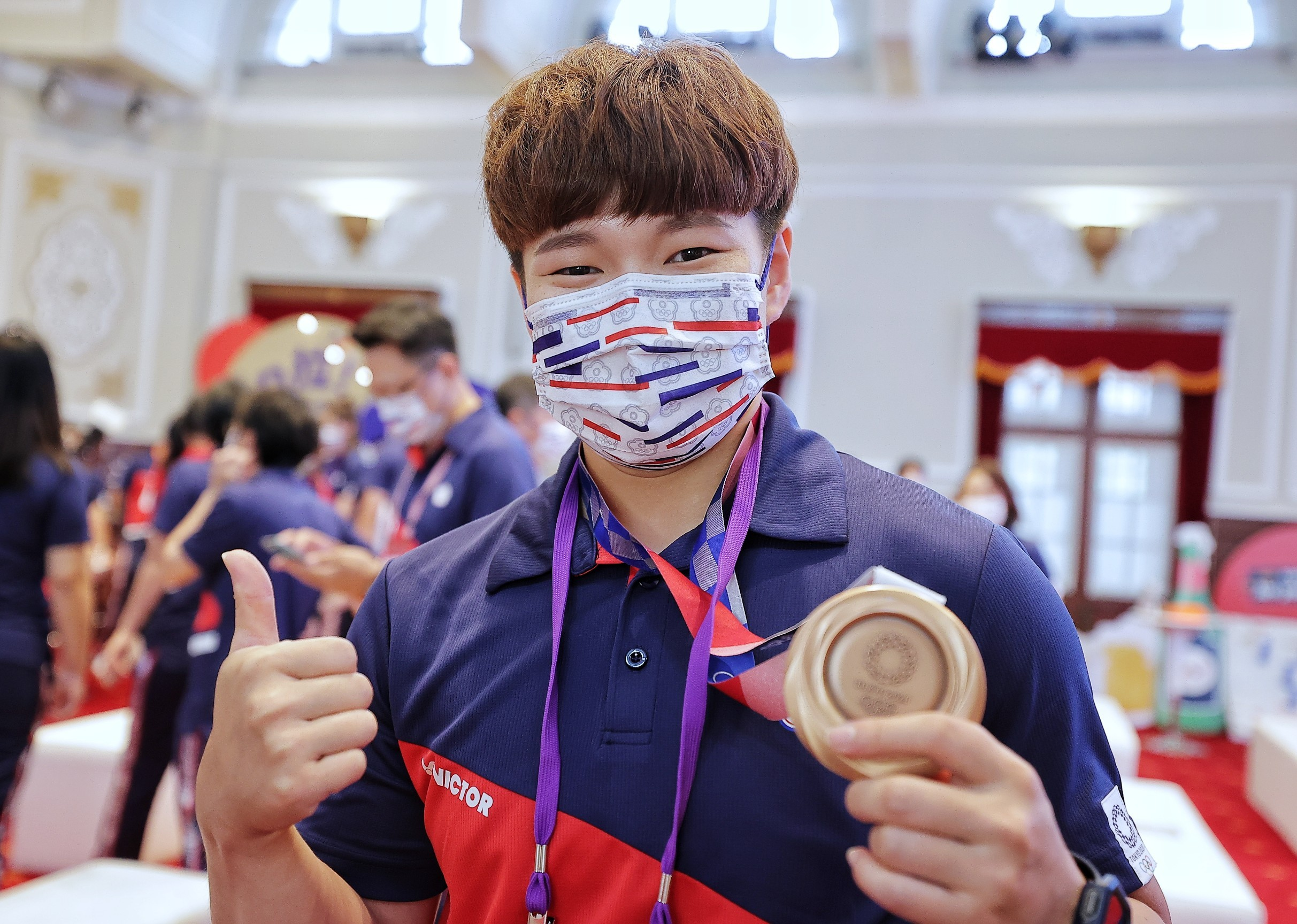
Chen Wen-huei, médaillée de bronze en haltérophilie.
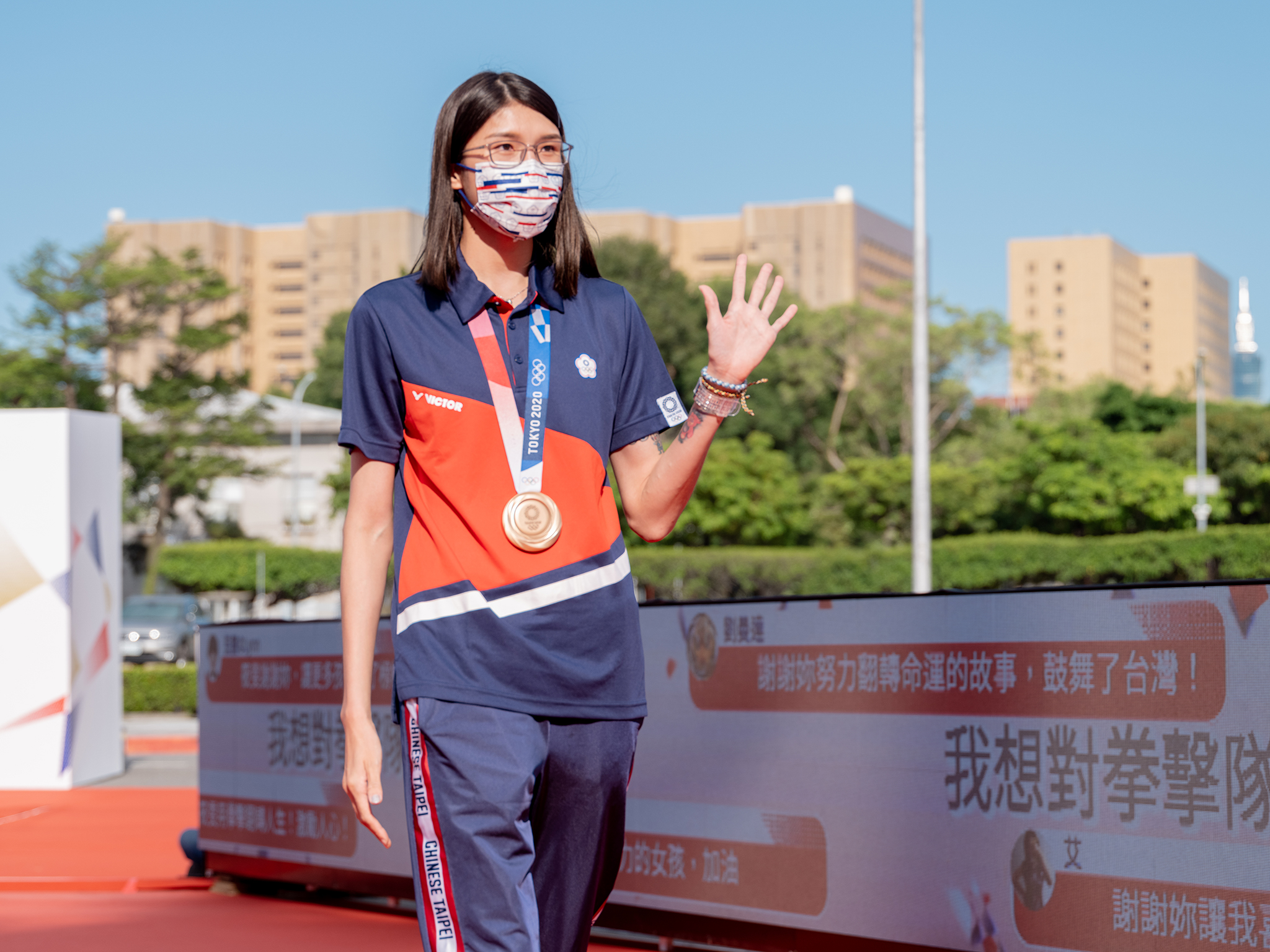
Huang Hsiao-wen, médaillée de bronze en boxe.
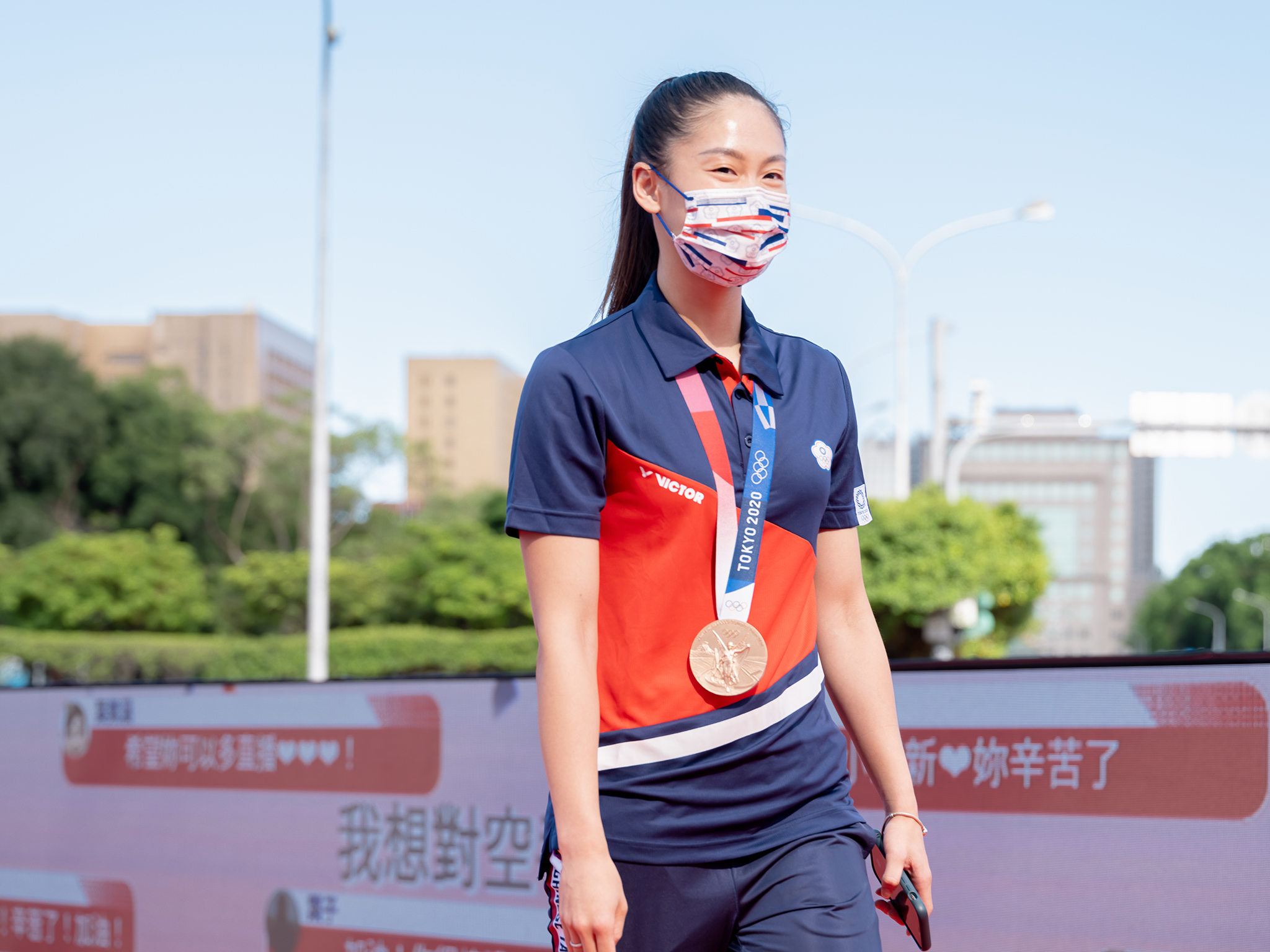
Wen Tzu-yun, médaillée de bronze en karaté.

## Bilan
La délégation taïwanaise remporte lors des Jeux olympiques de 2020 un total de douze médailles, dont deux on or, quatre en argent et six en bronze. Ce bilan est un record de son histoire olympique, le précédent datant des Jeux de 2004, avec un total de cinq médailles, dont deux en or.
| Sport           |   |   |   | Total |
| --------------- | - | - | - | ----- |
| Badminton       | 1 | 1 | 0 | 2     |
| Boxe            | 0 | 0 | 1 | 1     |
| Golf            | 0 | 0 | 1 | 1     |
| Gymnastique     | 0 | 1 | 0 | 1     |
| Haltérophilie   | 1 | 0 | 1 | 2     |
| Judo            | 0 | 1 | 0 | 1     |
| Karaté          | 0 | 0 | 1 | 1     |
| Taekwondo       | 0 | 0 | 1 | 1     |
| Tennis de table | 0 | 0 | 1 | 1     |
| Tir à l'arc     | 0 | 1 | 0 | 1     |
| Total           | 2 | 4 | 6 | 12    |

| Jour       |   |   |   | Total |
| ---------- | - | - | - | ----- |
| 24 juillet | 0 | 1 | 0 | 1     |
| 25 juillet | 0 | 0 | 1 | 1     |
| 26 juillet | 0 | 1 | 1 | 2     |
| 27 juillet | 1 | 0 | 1 | 2     |
| 31 juillet | 1 | 0 | 0 | 1     |
| 1er août   | 0 | 2 | 1 | 3     |
| 4 août     | 0 | 0 | 1 | 1     |
| 5 août     | 0 | 0 | 1 | 1     |
| Total      | 2 | 4 | 6 | 12    |

| Sexe   |   |   |   | Total |
| ------ | - | - | - | ----- |
| Femmes | 1 | 1 | 4 | 6     |
| Hommes | 1 | 3 | 1 | 5     |
| Mixte  | 0 | 0 | 1 | 1     |
| Total  | 2 | 4 | 6 | 12    |

## Résultats

### Athlétisme
La délégation de Taipei chinois bénéficie d'une place attribuée au nom de l'universalité des Jeux. Hsieh Hsi-en disputera le 100 mètres féminin.
| Yang Chun-han | 100 m masculin       | 10 s 21 | 5e | Éliminé | Éliminé | Éliminé | Éliminé |         |         |         |         |         |         |         |         |         |         |         |         |         |         |         |         |         |         |         |         |         |         |
| Chen Kuei-ru  | 110 m haies          | 13 s 53 | 5e | 13 s 57 | 6e      | Éliminé | Éliminé | Éliminé | Éliminé | Éliminé | Éliminé | Éliminé | Éliminé | Éliminé | Éliminé | Éliminé | Éliminé | Éliminé | Éliminé | Éliminé | Éliminé | Éliminé | Éliminé | Éliminé | Éliminé | Éliminé | Éliminé | Éliminé | Éliminé |
| Chen Chieh    | 400 m haies masculin | 50 s 96 | 7e | Éliminé | Éliminé | Éliminé | Éliminé |         |         |         |         |         |         |         |         |         |         |         |         |         |         |         |         |         |         |         |         |         |         |
| Hsieh Hsi-en  | 100 m féminin        | 12 s 49 | 6e | Éliminé | Éliminé | Éliminé | Éliminé |         |         |         |         |         |         |         |         |         |         |         |         |         |         |         |         |         |         |         |         |         |         |

### Aviron
| Athlète       | Compétition   | Série        | Série | Repêchages    | Repêchages | Quarts de finale | Quarts de finale | Demi-finale                  | Demi-finale | Finale                 | Finale |
| Athlète       | Compétition   | Temps        | Rang  | Temps         | Rang       | Temps            | Rang             | Temps                        | Rang        | Temps                  | Rang   |
| ------------- | ------------- | ------------ | ----- | ------------- | ---------- | ---------------- | ---------------- | ---------------------------- | ----------- | ---------------------- | ------ |
| Huang Yi-ting | Skiff féminin | 8 min 4 s 59 | 4e    | 8 min 11 s 56 | 2e         | 8 min 34 s 51    | 6e               | Demi-finale C/D 7 min 56 s 0 | 5e          | Finale D 7 min 52 s 18 | 20e    |

### Badminton
Les badistes Lee Yang et Wang Chi-lin remportent le double hommes, soit le premier titre de champion olympique dans l'histoire du badminton taïwanais. Le lendemain, Tai Tzu-ying s'incline en finale du simple dames, décrochant ainsi une médaille d'argent.
| Athlète               | Compétition   | Phase de groupes                                | Phase de groupes                    | Phase de groupes                                | Phase de groupes | 1/8e de finale               | Quarts de finale                      | Demi-finales                           | Finale / 3e place                    | Finale / 3e place                  |
| Athlète               | Compétition   | Adversaire Score                                | Adversaire Score                    | Adversaire Score                                | Rang             | Adversaire Score             | Adversaire Score                      | Adversaire Score                       | Adversaire Score                     | Rang                               |
| --------------------- | ------------- | ----------------------------------------------- | ----------------------------------- | ----------------------------------------------- | ---------------- | ---------------------------- | ------------------------------------- | -------------------------------------- | ------------------------------------ | ---------------------------------- |
| Chou Tien-chen        | Simple hommes | Burestedt Victoire 21-12, 21-11                 | Yang Victoire 21-18, 16-21, 22-20   | Non disputé                                     | 1er du gr. P     | Exempté                      | Chen L. Défaite 14-21, 21-9, 14-21    | Éliminé                                | Éliminé                              | Éliminé                            |
| Wang Tzu-wei          | Simple hommes | Karunaratne Victoire 21-12, 21-15               | Nguyen Victoire 21-12, 18-21, 21-12 | Non disputé                                     | 1er du gr. F     | Axelsen Défaite 16-21, 14-21 | Éliminé                               | Éliminé                                | Éliminé                              | Éliminé                            |
| Tai Tzu-ying          | Simple dames  | Jaquet Victoire 21-7, 21-13                     | Nguyễn Victoire 21-16, 21-11        | Qi Victoire 21-10, 21-13                        | 1er du gr. P     | Exemptée                     | Intanon Victoire 14-21, 21-18, 21-18  | Sindhu Victoire 21-18, 21-12           | Chen Y. Défaite 18-21, 21-191, 18-21 | Médaille d'argent, Jeux olympiques |
| Lee Yang Wang Chi-lin | Double hommes | Rankireddy / Shetty Défaite 16-21, 21-16, 25-27 | Lane / Vendy Victoire 21-17, 21-14  | Gideon / Sukamuljo Victoire 21-18, 15-21, 21-17 | 2e du gr. A      | Non disputé                  | Endo / Watanabe Victoire 21-16, 21-19 | Ahsan / Setiawan Victoire 21-11, 21-10 | Li / Liu Victoire 21-18, 21-12       | Médaille d'or, Jeux olympiques     |

### Boxe
La boxeuse Huang Hsiao-wen s'incline en demi-finale de la catégorie poids mouches femmes ; elle est de fait médaillée de bronze, soit la première médaille olympique dans l'histoire de la boxe taïwanaise.
| Athlète         | Catégorie               | 1/16e de finale         | 1/8e de finale          | Quart de finale          | Demi-finale           | Finale              | Rang                                |
| Athlète         | Catégorie               | Adversaire Résultat     | Adversaire Résultat     | Adversaire Résultat      | Adversaire Résultat   | Adversaire Résultat | Rang                                |
| --------------- | ----------------------- | ----------------------- | ----------------------- | ------------------------ | --------------------- | ------------------- | ----------------------------------- |
| Huang Hsiao-wen | Mouches femmes (-51 kg) | Exemptée                | Sorrentino Victoire 5-0 | Radovanović Victoire 5-0 | Çakıroğlu Défaite 0-5 | Éliminée            | Médaille de bronze, Jeux olympiques |
| Lin Yu-ting     | Plumes femmes (-57 kg)  | Exemptée                | Petecio Défaite 2-3     | Éliminée                 | Éliminée              | Éliminée            | Éliminée                            |
| Wu Shih-yi      | Légers femmes (-60 kg)  | Alexiusson Victoire 4-1 | Ferreira Défaite 0-5    | Éliminée                 | Éliminée              | Éliminée            | Éliminée                            |
| Chen Nien-chin  | Welters femmes (-69 kg) | Exemptée                | Carini Victoire 3-2     | Borgohain Défaite 1-4    | Éliminée              | Éliminée            | Éliminée                            |

### Canoë-kayak
| Athlète       | Compétition | Série    | Série | Série    | Série | Série    | Série | Demi-finale | Demi-finale | Finale   | Finale   |
| Athlète       | Compétition | Run 1    | Rang  | Run 2    | Rang  | Meilleur | Rang  | Temps       | Rang        | Temps    | Rang     |
| ------------- | ----------- | -------- | ----- | -------- | ----- | -------- | ----- | ----------- | ----------- | -------- | -------- |
| Chang Chu-han | K-1 féminin | 182 s 95 | 26e   | 136 s 66 | 25e   | 136 s 66 | 26e   | Éliminée    | Éliminée    | Éliminée | Éliminée |

### Cyclisme
| Athlète       | Compétition            | Temps   | Rang    |
| ------------- | ---------------------- | ------- | ------- |
| Feng Chun-kai | Course en ligne hommes | Abandon | Abandon |

### Équitation
| Athlète      | Cheval               | Compétition | Qualification | Qualification | Qualification | Qualification | Qualification | Finale    | Finale    | Finale    | Finale   | Finale   |
| Athlète      | Cheval               | Compétition | Pénalités     | Pénalités     | Pénalités     | Temps         | Rang          | Pénalités | Pénalités | Pénalités | Temps    | Rang     |
| Athlète      | Cheval               | Compétition | Saut          | Temps         | Total         | Temps         | Rang          | Saut      | Temps     | Total     | Temps    | Rang     |
| ------------ | -------------------- | ----------- | ------------- | ------------- | ------------- | ------------- | ------------- | --------- | --------- | --------- | -------- | -------- |
| Jasmine Chen | Benitus di Vallerano | Individuel  | 8,00          | 1,00          | 9,00          | 91,01         | 47e           | Éliminée  | Éliminée  | Éliminée  | Éliminée | Éliminée |

### Golf
Le golfeur Pan Cheng-tsung remporte une médaille de bronze, la première médaille olympique dans l'histoire du golf taïwanais.
| Athlète         | Compétition       | Scores | Scores | Scores | Scores | Scores   | Total     | Rang                                |
| Athlète         | Compétition       | Jour 1 | Jour 2 | Jour 3 | Jour 4 | Play-off | Total     | Rang                                |
| --------------- | ----------------- | ------ | ------ | ------ | ------ | -------- | --------- | ----------------------------------- |
| Pan Cheng-tsung | Épreuve masculine | 74     | 66     | 66     | 63     | 14       | 269 (-15) | Médaille de bronze, Jeux olympiques |
| Hsu Wei-ling    | Épreuve féminine  | 69     | 69     | 72     | 72     | -        | 275 (-9)  | 15e                                 |
| Min Lee         | Épreuve féminine  | 69     | 69     | 72     | 72     | -        | 282 (-2)  | 34e                                 |

### Gymnastique artistique
Le gymnaste Lee Chih-kai se classe à la deuxième place à l'épreuve de cheval d'arçons, soit la première médaille olympique dans l'histoire de la gymnastique taïwanaise.
| Athlète        | Qualifications | Qualifications | Qualifications | Qualifications | Qualifications    | Qualifications | Qualifications | Qualifications | Finale   | Finale         | Finale   | Finale   | Finale            | Finale     | Finale   | Finale   |
| Athlète        | Appareil       | Appareil       | Appareil       | Appareil       | Appareil          | Appareil       | Total          | Rang           | Appareil | Appareil       | Appareil | Appareil | Appareil          | Appareil   | Total    | Rang     |
| Athlète        | Sol            | Cheval d'arçon | Anneaux        | Saut           | Barres parallèles | Barre fixe     | Total          | Rang           | Sol      | Cheval d'arçon | Anneaux  | Saut     | Barres parallèles | Barre fixe | Total    | Rang     |
| -------------- | -------------- | -------------- | -------------- | -------------- | ----------------- | -------------- | -------------- | -------------- | -------- | -------------- | -------- | -------- | ----------------- | ---------- | -------- | -------- |
| Hung Yuan-hsi  | 13,233         | 10,766         | 12,633         | 12,966         | 11,500            | 13,000         | 74,098         | 60e            | Éliminés | Éliminés       | Éliminés | Éliminés | Éliminés          | Éliminés   | Éliminés | Éliminés |
| Lee Chih-kai   | 14,200         | 15,266         | 13,033         | 14,500         | 14,233            | 13,000         | 84,332         | 17e            | Éliminés | Éliminés       | Éliminés | Éliminés | Éliminés          | Éliminés   | Éliminés | Éliminés |
| Shiao Yu-jan   | 13,833         | 12,900         | 12,833         | 14,333         | 12,100            | 11,800         | 77,799         | 54e            | Éliminés | Éliminés       | Éliminés | Éliminés | Éliminés          | Éliminés   | Éliminés | Éliminés |
| Tang Chia-hung | 14,333         | 13,000         | 13,833         | 14,400         | 13,966            | 13,400         | 82,932         | 22e            | Éliminés | Éliminés       | Éliminés | Éliminés | Éliminés          | Éliminés   | Éliminés | Éliminés |
| Total          | 42,366         | 41,166         | 39,699         | 43,233         | 40,299            | 39,500         | 246,263        | 10e            | Éliminés | Éliminés       | Éliminés | Éliminés | Éliminés          | Éliminés   | Éliminés | Éliminés |

| Athlète        | Compétition      | Qualifications                 | Qualifications                 | Qualifications                 | Qualifications                 | Qualifications                 | Qualifications                 | Qualifications                 | Qualifications                 | Finale   | Finale         | Finale   | Finale   | Finale            | Finale     | Finale | Finale                             |
| Athlète        | Compétition      | Appareil                       | Appareil                       | Appareil                       | Appareil                       | Appareil                       | Appareil                       | Total                          | Rang                           | Appareil | Appareil       | Appareil | Appareil | Appareil          | Appareil   | Total  | Rang                               |
| Athlète        | Compétition      | Sol                            | Cheval d'arçon                 | Anneaux                        | Saut                           | Barres parallèles              | Barre fixe                     | Total                          | Rang                           | Sol      | Cheval d'arçon | Anneaux  | Saut     | Barres parallèles | Barre fixe | Total  | Rang                               |
| -------------- | ---------------- | ------------------------------ | ------------------------------ | ------------------------------ | ------------------------------ | ------------------------------ | ------------------------------ | ------------------------------ | ------------------------------ | -------- | -------------- | -------- | -------- | ----------------- | ---------- | ------ | ---------------------------------- |
| Tang Chia-hung | Concours général | Voir les résultats par équipes | Voir les résultats par équipes | Voir les résultats par équipes | Voir les résultats par équipes | Voir les résultats par équipes | Voir les résultats par équipes | Voir les résultats par équipes | Voir les résultats par équipes | 14,366   | 13,333         | 14,100   | 14,433   | 13,800            | 14,766     | 84,798 | 7e                                 |
| Lee Chih-kai   | Concours général | Voir les résultats par équipes | Voir les résultats par équipes | Voir les résultats par équipes | Voir les résultats par équipes | Voir les résultats par équipes | Voir les résultats par équipes | Voir les résultats par équipes | Voir les résultats par équipes | 14,400   | 12,666         | 12,733   | 14,400   | 13,900            | 12,600     | 80,699 | 21e                                |
| Lee Chih-kai   | Cheval d'arçons  | -                              | 15,266                         | -                              | -                              | -                              | -                              | 15,266                         | 1er                            | -        | 15,400         | -        | -        | -                 | -          | 15,400 | Médaille d'argent, Jeux olympiques |

| Athlète       | Compétition         | Qualifications | Qualifications      | Qualifications | Qualifications | Qualifications | Qualifications | Finale   | Finale              | Finale   | Finale   | Finale   | Finale   |
| Athlète       | Compétition         | Appareil       | Appareil            | Appareil       | Appareil       | Total          | Rang           | Appareil | Appareil            | Appareil | Appareil | Total    | Rang     |
| Athlète       | Compétition         | Saut           | Barres asymétriques | Poutre         | Sol            | Total          | Rang           | Saut     | Barres asymétriques | Poutre   | Sol      | Total    | Rang     |
| ------------- | ------------------- | -------------- | ------------------- | -------------- | -------------- | -------------- | -------------- | -------- | ------------------- | -------- | -------- | -------- | -------- |
| Ting Hua-tien | Barres asymétriques | -              | 12,233              | -              | -              | 12,233         | 63e            | Éliminée | Éliminée            | Éliminée | Éliminée | Éliminée | Éliminée |
| Ting Hua-tien | Poutre              | -              | -                   | 12,566         | -              | 12,566         | 50e            | Éliminée | Éliminée            | Éliminée | Éliminée | Éliminée | Éliminée |

### Haltérophilie
L'haltérophile Kuo Hsing-chun remporte la première la médaille d'or taïwanaise de ces Jeux olympiques, en catégorie moins de 59 kg femmes. Le même jour, Chen Wen-huei remporte quant à elle une médaille de bronze en moins de 64 kg.
| Athlète          | Compétition           | Arraché   | Arraché | Épaulé-jeté | Épaulé-jeté | Total     | Rang                                |
| Athlète          | Compétition           | Résultat  | Rang    | Résultat    | Rang        | Total     | Rang                                |
| ---------------- | --------------------- | --------- | ------- | ----------- | ----------- | --------- | ----------------------------------- |
| Kao Chan-hung    | Moins de 61 kg hommes | 125 kg    | 9e      | 147 kg      | -           | 125 kg    | ab.                                 |
| Chen Po-jen      | Moins de 96 kg hommes | 176 kg    | 5e      | 205 kg      | 6e          | 381 kg    | 5e                                  |
| Hsieh Yun-ting   | Plus de 109 kg hommes | 172 kg    | 13e     | 206 kg      | 10e         | 378 kg    | 12e                                 |
| Fang Wan-ling    | Moins de 49 kg femmes | 80 kg     | 8e      | 101 kg      | 4e          | 181 kg    | 4e                                  |
| Chiang Nien-hsin | Moins de 55 kg femmes | 81 kg     | 12e     | 95 kg       | 13e         | 176 kg    | 13e                                 |
| Kuo Hsing-chun   | Moins de 59 kg femmes | 103 kg OR | 1re     | 133 kg OR   | 1re         | 236 kg OR | Médaille d'or, Jeux olympiques      |
| Chen Wen-huei    | Moins de 64 kg femmes | 103 kg    | 4e      | 127 kg      | 3e          | 230 kg    | Médaille de bronze, Jeux olympiques |

### Judo
La première médaille taïwanaise de ces Jeux olympiques est remportée par le judoka Yang Yung-wei, avec une médaille d'argent en catégorie moins de 60 kg hommes ; elle représente également la première médaille olympique dans l'histoire du judo taïwanais.
| Athlète        | Compétition           | 1er tour                | 2e tour                  | Quart de finale             | Demi-finale               | Repêchage               | Finale / MB            | Rang                               |
| Athlète        | Compétition           | Adversaire Résultat     | Adversaire Résultat      | Adversaire Résultat         | Adversaire Résultat       | Adversaire Résultat     | Adversaire Résultat    | Rang                               |
| -------------- | --------------------- | ----------------------- | ------------------------ | --------------------------- | ------------------------- | ----------------------- | ---------------------- | ---------------------------------- |
| Yang Yung-wei  | Moins de 60 kg hommes | Exempté                 | Gerchev Victoire 100-001 | Tsjakadoea Victoire 100-001 | Mkheidze Victoire 101-002 | Non disputé             | Takatō Défaite 003-101 | Médaille d'argent, Jeux olympiques |
| Lin Chen-hao   | Moins de 48 kg femmes | Milani Victoire 102-102 | Dolgova Victoire 102-001 | Krasniqi Défaite 000-100    | Non qualifiée             | Rishony Défaite 002-101 | Éliminée               | 7e                                 |
| Lien Chen-ling | Moins de 57 kg femmes | Exemptée                | Kajzer Défaite 003-100   | Éliminée                    | Éliminée                  | Éliminée                | Éliminée               | Éliminée                           |

### Karaté

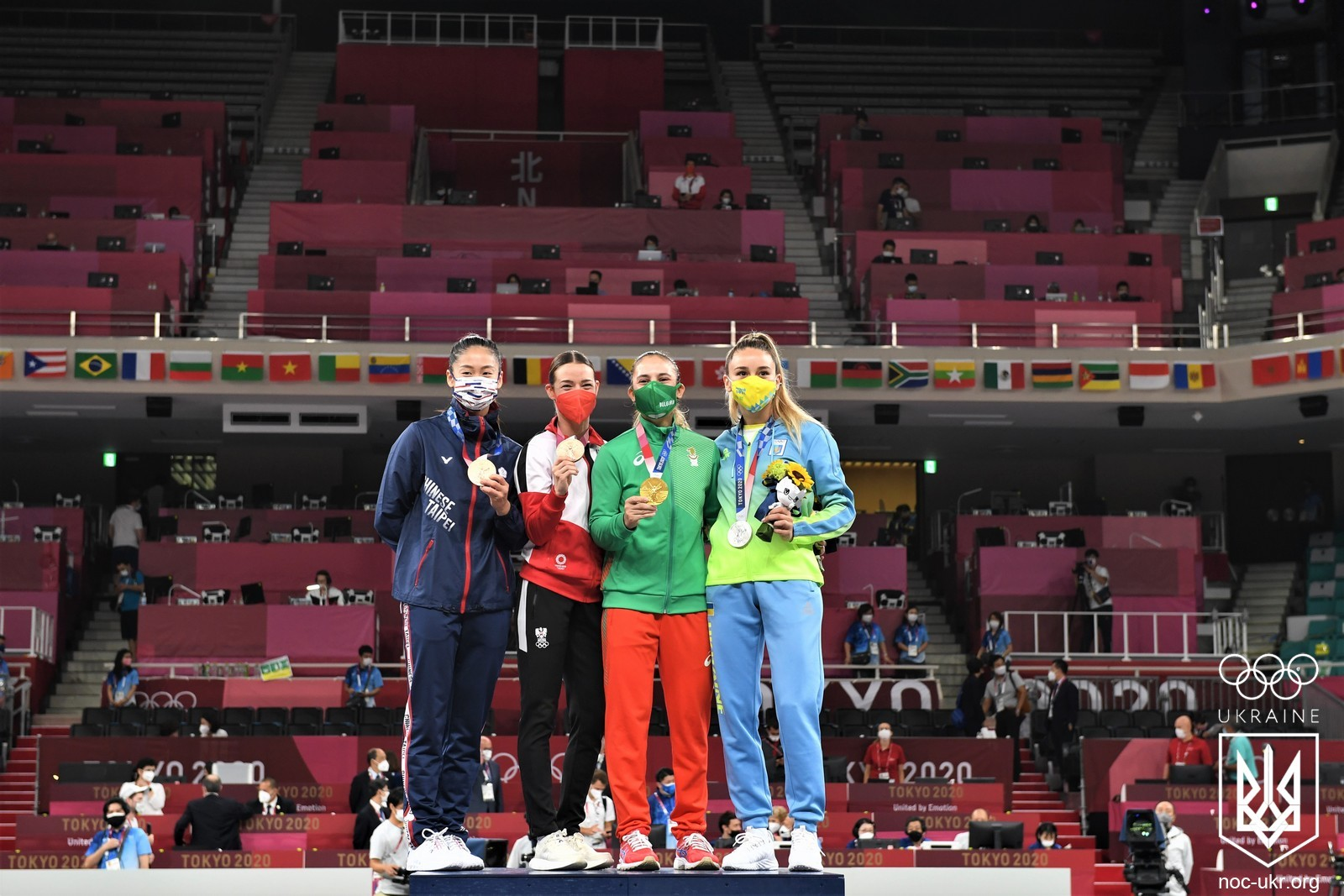
Podium olympique de l'épreuve moins de 55 kg femmes ; Wen Tzu-yun, à gauche, y est médaillée de bronze.

La karatéka Wen Tzu-yun s'incline en demi-finale de catégorie moins de 55 kg femmes ; elle est de fait médaillée de bronze. Le karaté étant une discipline olympique pour la première fois cette année, cette performance représente la première médaille olympique dans l'histoire du karaté taïwanais.
| Athlète     | Compétition           | Tour de qualification | Tour de qualification  | Tour de qualification | Tour de qualification | Demi-finale              | Finale              | Rang                                |
| Athlète     | Compétition           | Match 1               | Match 2                | Match 3               | Place                 | Demi-finale              | Finale              | Rang                                |
| Athlète     | Compétition           | Adversaire Résultat   | Adversaire Résultat    | Adversaire Résultat   | Place                 | Adversaire Résultat      | Adversaire Résultat | Rang                                |
| ----------- | --------------------- | --------------------- | ---------------------- | --------------------- | --------------------- | ------------------------ | ------------------- | ----------------------------------- |
| Wen Tzu-yun | Moins de 55 kg femmes | Goranova Défaite 2-5  | Bahmanyar Victoire 5-1 | Özçelik Victoire 5-4  | 2e                    | Terliuga Défaite 4-4 (H) | Éliminée            | Médaille de bronze, Jeux olympiques |

| Athlète    | Compétition | Tour de qualification | Tour de qualification | Tour de qualification | Tour de qualification | Phase de classement | Phase de classement | Finale / MB         | Rang    |
| Athlète    | Compétition | 1er kata              | 2e kata               | Moyenne kata          | Place                 | 3e kata             | Place               | Adversaire Résultat | Rang    |
| ---------- | ----------- | --------------------- | --------------------- | --------------------- | --------------------- | ------------------- | ------------------- | ------------------- | ------- |
| Wang Yi-ta | Kata hommes | 25,00                 | 24,94                 | 24,97                 | 5e                    | Éliminé             | Éliminé             | Éliminé             | Éliminé |

### Natation
| Athlète        | Épreuve                 | Série         | Série | Demi-finale   | Demi-finale | Finale   | Finale   |
| Athlète        | Épreuve                 | Temps         | Rang  | Temps         | Rang        | Temps    | Rang     |
| -------------- | ----------------------- | ------------- | ----- | ------------- | ----------- | -------- | -------- |
| Wang Kuan-hung | 100 m papillon masculin | 52 s 44       | 35e   | Éliminé       | Éliminé     | Éliminé  | Éliminé  |
| Wang Kuan-hung | 200 m papillon masculin | 1 min 54 s 44 | 2e    | 1 min 55 s 52 | 13e         | Éliminé  | Éliminé  |
| Wang Hsing-hao | 200 m 4 nages masculin  | 2 min 0 s 72  | 37e   | Éliminé       | Éliminé     | Éliminé  | Éliminé  |
| Wang Hsing-hao | 400 m 4 nages masculin  | 4 min 19 s 6  | 25e   | Non disputé   | Non disputé | Éliminé  | Éliminé  |
| Femme          | 50 m nage libre féminin | 25 s 99       | 38e   | Éliminée      | Éliminée    | Éliminée | Éliminée |

### Taekwondo
La taekwondoïste Lo Chia-ling remporte la deuxième médaille taïwanaise, remportant le bronze en catégorie moins de 57 kg femmes.
| Athlète      | Compétition           | Huitièmes de finale    | Quarts de finale    | Demi-finale          | Repêchage           | Finale / MB               | Rang                                |
| Athlète      | Compétition           | Adversaire Résultat    | Adversaire Résultat | Adversaire Résultat  | Adversaire Résultat | Adversaire Résultat       | Rang                                |
| ------------ | --------------------- | ---------------------- | ------------------- | -------------------- | ------------------- | ------------------------- | ----------------------------------- |
| Huang Yu-jen | Moins de 68 kg hommes | Hosseini Défaite 15-18 | Éliminé             | Éliminé              | Éliminé             | Éliminé                   | Éliminé                             |
| Liu Wei-ting | Moins de 80 kg hommes | Beigi Défaite 11-15    | Éliminé             | Éliminé              | Éliminé             | Éliminé                   | Éliminé                             |
| Su Po-ya     | Moins de 49 kg femmes | Yamada Défaite 9-10    | Éliminé             | Éliminé              | Éliminé             | Éliminé                   | Éliminé                             |
| Lo Chia-ling | Moins de 57 kg femmes | Lee Victoire 20-18     | Park Victoire 18-9  | Zolotic Défaite 5-28 | -                   | Ben Yessouf Victoire 10-6 | Médaille de bronze, Jeux olympiques |

### Tennis
| Athlète                      | Épreuve          | 1/32e de finale         | 1/16e de finale                          | 1/8e de finale      | Quarts de finale    | Demi-finale         | Finale / MB         | Rang      |
| Athlète                      | Épreuve          | Adversaire Résultat     | Adversaire Résultat                      | Adversaire Résultat | Adversaire Résultat | Adversaire Résultat | Adversaire Résultat | Rang      |
| ---------------------------- | ---------------- | ----------------------- | ---------------------------------------- | ------------------- | ------------------- | ------------------- | ------------------- | --------- |
| Lu Yen-hsun                  | Simple messieurs | Zverev Défaite 1-6, 3-6 | Éliminé                                  | Éliminé             | Éliminé             | Éliminé             | Éliminé             | Éliminé   |
| Chan Hao-ching Chan Yung-jan | Double dames     | Non disputé             | Niculescu / Olaru Défaite 5-7, 6-1, 6-10 | Éliminées           | Éliminées           | Éliminées           | Éliminées           | Éliminées |
| Hsieh Shu-ying Hsu Chieh-yu  | Double dames     | Non disputé             | Krejčíková / Siniaková Défaite 2-6, 1-6  | Éliminées           | Éliminées           | Éliminées           | Éliminées           | Éliminées |

### Tennis de table
Les pongistes Lin Yun-ju et Cheng I-ching remportent la médaille de bronze en épreuve double mixte ; cette 3e place représente la première médaille olympique en 21 ans pour le ping-pong taïwanais.
| Athlète(s)                                | Compétition        | Tour préliminaire | 1er tour         | 2e tour                | 3e tour               | 4e tour                    | Quarts de finale        | Demi-finale                | Finale / MB                  | Rang                                |
| Athlète(s)                                | Compétition        | Adversaire Score  | Adversaire Score | Adversaire Score       | Adversaire Score      | Adversaire Score           | Adversaire Score        | Adversaire Score           | Adversaire Score             | Rang                                |
| ----------------------------------------- | ------------------ | ----------------- | ---------------- | ---------------------- | --------------------- | -------------------------- | ----------------------- | -------------------------- | ---------------------------- | ----------------------------------- |
| Chuan Chih-yuan                           | Simple messieurs   | Exempté           | Exempté          | Cifuentes Victoire 4-3 | Wong Victoire 4-1     | Assar Défaite 3-4          | Éliminé                 | Éliminé                    | Éliminé                      | Éliminé                             |
| Lin Yun-ju                                | Simple messieurs   | Exempté           | Exempté          | Exempté                | Källberg Victoire 4-1 | Tsuboi Victoire 4-2        | Jorgić Victoire 4-0     | Fan Défaite 3-4            | Ovtcharov Défaite 3-4        | 4e                                  |
| Chen Chien-an Chuan Chih-yuan Lin Yun-ju  | Par équipes hommes | Non disputé       | Non disputé      | Non disputé            | Non disputé           | Croatie Victoire 3-0       | Allemagne Défaite 2-3   | Éliminés                   | Éliminés                     | Éliminés                            |
| Chen Szu-yu                               | Simple dames       | Exemptée          | Exemptée         | Exemptée               | Zhang Victoire 4-0    | Sun Défaite 0-4            | Éliminée                | Éliminée                   | Éliminée                     | Éliminée                            |
| Cheng I-ching                             | Simple dames       | Exemptée          | Exemptée         | Exemptée               | Yu Défaite 0-4        | Éliminée                   | Éliminée                | Éliminée                   | Éliminée                     | Éliminée                            |
| Chen Szu-yu Cheng Hsien-tzu Cheng I-ching | Par équipes femmes | Non disputé       | Non disputé      | Non disputé            | Non disputé           | États-Unis Victoire 3-0    | Japon Défaite 0-3       | Éliminées                  | Éliminées                    | Éliminées                           |
| Lin Yun-ju Cheng I-ching                  | Double mixte       | Non disputé       | Non disputé      | Non disputé            | Non disputé           | Kamal / Batra Victoire 4-0 | Lee / Jeon Victoire 4-2 | Mizutani / Ito Défaite 1-4 | Lebesson / Yuan Victoire 4-0 | Médaille de bronze, Jeux olympiques |

### Tir
| Athlète       | Compétition                  | Qualification | Qualification | Finale  | Finale  |
| Athlète       | Compétition                  | Points        | Rang          | Points  | Rang    |
| ------------- | ---------------------------- | ------------- | ------------- | ------- | ------- |
| Lu Shao-chuan | Carabine à air comprimé 10 m | 626,3         | 17e           | Éliminé | Éliminé |
| Yang Kun-pi   | Trap,                        | 121           | 14e           | Éliminé | Éliminé |

| Athlète        | Compétition                  | Qualification | Qualification | Finale   | Finale   |
| Athlète        | Compétition                  | Points        | Rang          | Points   | Rang     |
| -------------- | ---------------------------- | ------------- | ------------- | -------- | -------- |
| Tien Chia-chen | Pistolet à air comprimé 10 m | 559           | 42e           | Éliminée | Éliminée |
| Tien Chia-chen | Pistolet à 25 m,             | 584           | 5e            | 10       | 8e       |
| Wu Chia-ying   | Pistolet à air comprimé 10 m | 573           | 14e           | Éliminée | Éliminée |
| Wu Chia-ying   | Pistolet à 25 m,             | 584           | 7e            | 23       | 5e       |
| Lin Ying-shin  | Carabine à air comprimé 10 m | 623,4         | 26e           | Éliminée | Éliminée |

| Athlète                     | Compétition                   | Qualification 1 | Qualification 1 | Qualification 2 | Qualification 2 | Finale / 3e place  | Finale / 3e place |
| Athlète                     | Compétition                   | Points          | Rang            | Points          | Rang            | Adversaie Résultat | Rang              |
| --------------------------- | ----------------------------- | --------------- | --------------- | --------------- | --------------- | ------------------ | ----------------- |
| Lin Ying-shin Lu Shao-chuan | Carabine à air comprimé 10 m, | 625,4           | 14e             | Éliminés        | Éliminés        | Éliminés           | Éliminés          |

### Tir à l'arc
Le trio d'archers taïwanais, composé de Deng Yu-cheng, Tang Chih-chun et Wei Chun-heng, s'incline en finale contre l'équipe sud-coréenne, remportant une médaille d'argent.
| Athlète                                    | Compétition         | Tour préliminaire | Tour préliminaire | 1er tour               | 2e tour             | 3e tour                | Quarts de finale   | Demi-finale           | Finale / 3e place        | Rang                               |
| Athlète                                    | Compétition         | Score             | Rang              | Adversaire Score       | Adversaire Score    | Adversaire Score       | Adversaire Score   | Adversaire Score      | Adversaire Score         | Rang                               |
| ------------------------------------------ | ------------------- | ----------------- | ----------------- | ---------------------- | ------------------- | ---------------------- | ------------------ | --------------------- | ------------------------ | ---------------------------------- |
| Tang Chih-chun                             | Individuel hommes,  | 668               | 12e               | Nguyễn Victoire 7-1    | Wei Victoire 6-5    | Shanny Victoire 6-4    | Kim Victoire 2-6   | Nespoli Défaite 3-7   | Furukawa Défaite         | 4e                                 |
| Wei Chun-heng                              | Individuel hommes,  | 661               | 21e               | Castro Victoire 6-2    | Tang Défaite 5-6    | Éliminé                | Éliminé            | Éliminé               | Éliminé                  | Éliminé                            |
| Deng Yu-cheng                              | Individuel hommes,  | 656               | 30e               | Das Défaite 4-6        | Éliminé             | Éliminé                | Éliminé            | Éliminé               | Éliminé                  | Éliminé                            |
| Deng Yu-cheng Tang Chih-chun Wei Chun-heng | Par équipes hommes, | 1 985             | 6e                | Non disputé            | Non disputé         | Australie Victoire 5-4 | Chine Victoire 5-1 | Pays-Bas Victoire 6-0 | Corée du Sud Défaite 0-6 | Médaille d'argent, Jeux olympiques |
| Lin Chia-en                                | Individuel femmes,  | 651               | 21e               | Psárra Victoire 6-4    | Pärnat Victoire 7-3 | Brown Défaite 2-6      | Éliminée           | Éliminée              | Éliminée                 | Éliminée                           |
| Le Chien-ying                              | Individuel femmes,  | 640               | 30e               | Martchenko Défaite 4-6 | Éliminée            | Éliminée               | Éliminée           | Éliminée              | Éliminée                 | Éliminée                           |
| Tan Ya-ting                                | Individuel femmes,  | 646               | 27e               | Pitman Défaite 4-6     | Éliminée            | Éliminée               | Éliminée           | Éliminée              | Éliminée                 | Éliminée                           |
| Le Chien-ying Lin Chia-en Tan Ya-ting      | Par équipes femmes, | 1 937             | 7e                | Non disputé            | Non disputé         | Allemagne Défaite 2-6  | Éliminées          | Éliminées             | Éliminées                | Éliminées                          |
| Tang Chih-chun Lin Chia-en                 | Par équipe mixte,   | 1 319             | 8e                | Non disputé            | Non disputé         | Inde Défaite 3-5       | Éliminés           | Éliminés              | Éliminés                 | Éliminés                           |